# Ansatsrasp
Ansatsrasp er i tømrerterminologien en flad rasp med én kant uden hugning. Sådant værktøj er anvendeligt ved indadgående, rette vinkler, fx indvendigt i firkantede huller. 

## ekstern Henvisning
- http://www.baskholm.dk/haandbog/haandbog.html Arkiveret 16. september 2008 hos  Wayback Machine